# Haemanu
Haemanu (Haemano) ist eine osttimoresische Aldeia im Suco Beco (Verwaltungsamt Suai, Gemeinde Cova Lima). 2015 lebten in der Aldeia 311 Menschen.

## Geographie und Einrichtungen
Haemanu liegt im Westen des Sucos Beco. Im Südosten befindet sich die Timorsee und im Norden und Osten die Aldeia Aidantuic. Westlich liegt der Suco Labarai. Der Fluss Foura bildet einen Großteil der Grenze. Ein Teil von Haemanu befindet sich auch am Westufer des Flusses.
Über zwei Brücken führen die südliche Küstenstraße und parallel dazu die Autobahn Suai–Beaco. Beiderseits des Flusses liegen entlang der Straße die Häuser des Dorfes Haemanu. Im Ostteil befinden sich das Ortszentrum, eine Grundschule und die Kapelle Haemanu. Am Westufer steht eine Sendeantenne der Telkomcel.